# Astragalus speirocarpus
Astragalus speirocarpus är en ärtväxtart som beskrevs av Asa Gray. Astragalus speirocarpus ingår i släktet vedlar, och familjen ärtväxter. Inga underarter finns listade i Catalogue of Life.